# Château de Hochjuvalt
Le château de Hochjuvalt, appelé en allemand Burg Hochjuvalt ou Ober Juvalt, parfois appelé à tort Niederjuvalt, est un château fort situé sur le territoire de la commune grisonne de Rothenbrunnen, en Suisse.

## Histoire
Hochjuvalt a été construit au XIIe siècle et a servi comme siège de la seigneurie de Juvalt, un siècle avant l'autre château d'Innerjuvalt. Situé sur un éperon rocheux, il permet de bloquer la route médiévale menant de Coire jusqu'au Rhin grâce à trois portes.
Passé sous le contrôle de l'évêque de Coire, il est cédé en gage à plusieurs reprises au cours des siècles suivants. Il est endommagé pendant la guerre de Schams, puis désaffecté vers 1500, et va progressivement tomber en ruine dès 1550. De nos jours, n'en reste plus qu'une partie du donjon de cinq étages.
le château est inscrit comme bien culturel d'importance nationale. et est la propriété de l'institution culturelle « Pro Castelli » qui a procédé à différents travaux de remise en état entre 2010 et 2013.

## Sources
- (de) Cet article est partiellement ou en totalité issu de l’article de Wikipédia en allemand intitulé « Burg Hochjuvalt » (voir la liste des auteurs).